# Hans-Willi Ziegler
Hans-Willi Ziegler (* 25. Juli 1899 in Kupferzell, Württemberg; † 4. Oktober 1987 in Stuttgart) war ein deutscher Psychologe und Rassentheoretiker.

## Leben
Ziegler besuchte das ev. Lehrerseminar in Heilbronn bis zum I. Examen 1920. Von 1917 bis 1919 diente er im Ersten Weltkrieg. Von April 1921 bis 1925 studierte er an der Universität Tübingen Pädagogik, Philosophie und Psychologie u. a. bei Oswald Kroh, bei dem er 1925 mit einer Dissertation über Friedrich Schlegel promovierte. 1925 legte er auch das Volksschullehrerexamen ab. 1930 wurde er zum Professor für Pädagogik und Psychologie an das Pädagogische Institut Rostock als Nachfolger Gerhard Pfahlers berufen. 1933 unterzeichnete er das Bekenntnis der deutschen Professoren zu Adolf Hitler. Er wurde noch 1933 für „Charakter- und Jugendkunde“ erst an die Hochschule für Lehrerbildung Hirschberg, dann 1934 Darmstadt/Friedberg (Hessen) berufen, wo er ab 1938 auch Rassenkunde lehrte. Er publizierte über Lernpsychologie und Wehrerziehung.
Nach 1945 lehrte er Psychologie an der Universität Stuttgart.

## Schriften
- Friedrich Schlegel – eine typische Jugendentwicklung. Tübingen 1925 (Dissertation)
- Bericht über die Psychologie des Lehrens und des Lehrers. Quelle und Meyer 1931
- Wehrerziehung im neuen Geiste. Erfurt 1934 (englisch: The new spirit of military education, 1935)
- Erziehung zur Volksgemeinschaft. Süddeutsche Monatshefte, März 1935
- Wehrerziehung durch das Schrifttum. In: Jakob Szilska (Hrsg.): Erziehung zum Wehrwillen, Pädagogisch-methodisches Handbuch für Erzieher. Stuttgart 1937
- Zur Psychologie der Vierzehnjährigen. Stuttgart 1950
- Die Aufgabe der Volksschule und die Frage der volkstümlichen Bildung. Berlin 1956
- (Hrsg.): Festschrift zum 70. Geburtstag von Prof. Gerhard Pfahler. In: Psychologische Beiträge. Band 11 (2), Verlag Anton Hain 1969